# Eunice Jepkoech Sum
Eunice Jepkoech Sum (Kenya, 10 d'abril de 1988) és una atleta kenyana, especialista en la prova de 800 m, amb la qual ha aconseguit ser campiona mundial el 2013.

## Carrera esportiva
Al Mundial de Moscou 2013 va guanyar l'or en 800 m, per davant de la nord-americana Brenda Martinez que va guanyar el bronze, la medalla de plata va quedar vacant.
Al Mundial de Pequín 2015 va guanyar la medalla de bronze en la mateixa prova, després de la belarussa Maryna Arzamasava i la canadenca Melissa Bishop.